# آيت امهاوش (آيت ايمور)
آيت امهاوش هو دُوَّار يقع بجماعة آيت إيمور، عمالة مراكش، جهة مراكش آسفي في المملكة المغربية. ينتمي الدوّار لمشيخة آيت ايمور التي تضم 18 دوار. يقدر عدد سكانه بـ 695 نسمة حسب الإحصاء الرسمي للسكان والسكنى لسنة 2004.

## وصلات خارجية
- البوابة الوطنية للجماعات الترابية
- المندوبية السامية للتخطيط